# إيان هاتشينسون (دراجات نارية)
إيان هاتشينسون (بالإنجليزية: Ian Hutchinson) هو متسابق دراجات نارية إنجليزي شارك في كأس جزيرة مان السياحية في سنة 2004 وحقق أول فوز له فيها سنة 2007.